# Kasteel Rokkenborch

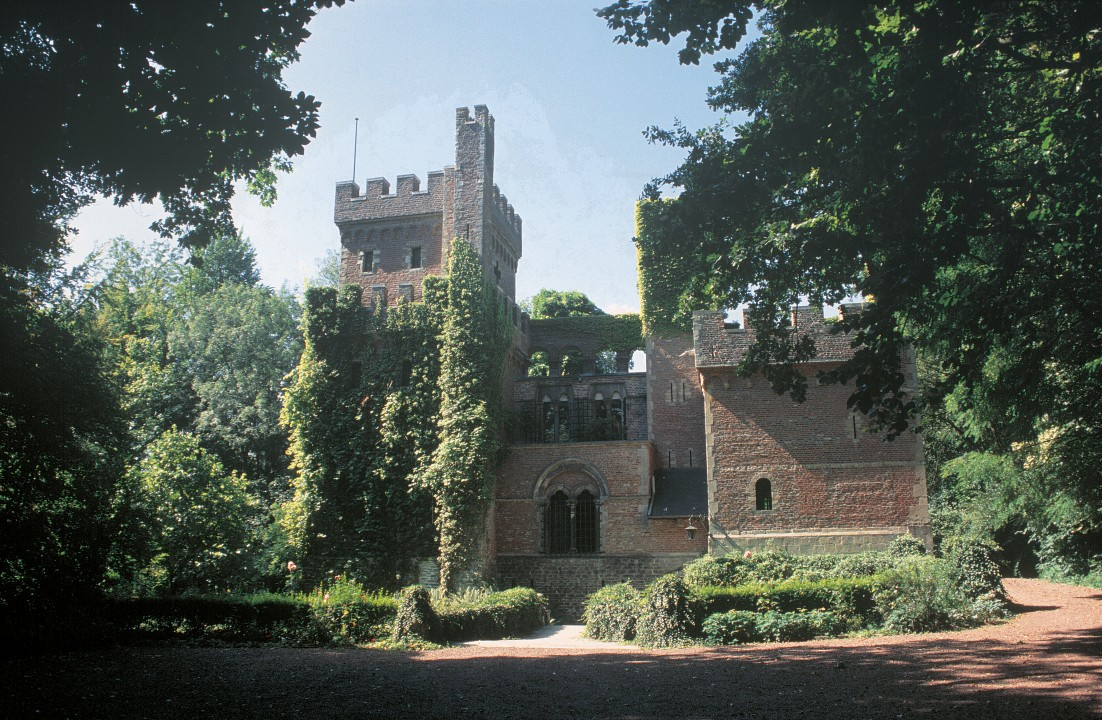
Kasteel Rokkenborch

Het Kasteel Rokkenborch is een kasteel in de tot de Vlaams-Brabantse gemeente Roosdaal behorende plaats Onze-Lieve-Vrouw-Lombeek, gelegen aan de Koning Albertstraat 132 en de Koollochting 1.

## Geschiedenis
Op deze plaats heeft de zetel van de heren van Lombeek gestaan en uit 1676 is er een tekening, vervaardigd door Constantijn Huygens jr., die vermoedelijk betrekking heeft op dit kasteel.
Dit kasteel werd verwoest door de troepen van Lodewijk XIV en in 1700-1701 herbouwd. In de 19e eeuw was het geworden tot een pachthoeve die niet als kasteel, maar als huis te boek stond.
In 1873 kwam het goed in handen van Edouard Haubrechts. Vervolgens werd er regelmatig verbouwd en uitgebreid, ook begin 20e eeuw, vaak met materialen van het oude kasteel en ook wel van een ander kasteel zoals dat van Thy-le-Château. Het kasteel heeft eigenschappen van een folly met een donjon en kantelen. Door hergebruik van materialen is het niet altijd mogelijk te doorzien welke delen van het kasteel origineel zijn en welke van latere datum.
Het kasteel wordt omringd door een bosplantsoen van 2 ha.